# Fajerwerk (komedia muzyczna)
Fajerwerk (niem. Fuerwerk) – komedia muzyczna Paula Burkharda w trzech aktach. Libretto zostało napisane przez Erica Charella i Jürga Amsteina. Prapremiera odbyła się w Monachium 16 maja 1950.

## Treść
W utworze wykorzystano motyw mezaliansu. Ania Oberholzer, córka bogatego przemysłowca jest zakochana z wzajemnością w młodym ogrodniku Robercie, lecz uczucie to muszą utrzymywać w sekrecie. Akcja rozpoczyna się w dniu urodzin seniora rodu, Alberta Oberholzera (ojca Ani). Jubilat  jest dotknięty paraliżem i porusza się na wózku inwalidzkim. Jeden z gości przynosi niespodziankę: wspaniały fajerwerk, który ma wystrzelić w ogrodzie równo o dziewiątej. Uroczystość przerywa nieoczekiwany gość: wuj Aleksander, zaginiony brat Alberta, który w młodości porzucił rodzinę i słuch po nim zaginął. Okazuje się, że Aleksander jest obecnie dyrektorem cyrku a jego żoną jest piękna woltyżerka ("bogini trapezu") – Iduna. Para zachwyca gości opowieściami o cyrkowym życiu. Ania Oberholzer jest tak zafascynowana, że pragnie sama udać się w świat z cyrkiem. Albert, na skutek psychicznego szoku zdrowieje, wstaje z wózka i zaczyna tańcować z Iduną. Ostatecznie rodzina staje przed ultimatum: albo zgodzą się na ślub z Robertem, albo Ania wyruszy w trasę z cyrkiem. W tej sytuacji wybierają pierwsze rozwiązanie, a młodzi mogą cieszyć się swoją miłością.

## Fajerwerkw Polsce
Premiera polska odbyła się w Warszawie 5 marca lub 7 marca 1958. Libretto na język polski przełożyli Józef Słotwiński i Zdzisław Skowroński. Następnie wystawiano Fajerwerk m.in. w:
- Operetce Poznańskiej (1959, reż. Danuta Baduszkowa, Janusz Golc)

- Operetce w Lublinie (1963, reż. Beata Artemska)
- Miejskim Teatrze Muzycznym Operze i Operetce w Krakowie (1963, reż. Józef Słotwiński)
- Teatrze Muzycznym w Gdyni (1964, reż. Janusz Golc)
- Operetce Łódzkiej (1966, reż. Tadeusz Cygler)
- Operetce Śląskiej w Gliwicach (1977, reż. Józef Słotwiński)

## Ekranizacja
- Feuerwerk (1954, reż. Kurt Hoffman)[3]